# Canis edwardii
Espèce
Canis edwardii (Loup d'Edward) est une espèce éteinte de canidés du genre Canis endémique dans la majeure partie de l'Amérique du Nord depuis le Blancan (en) supérieur de l'époque du Pliocène jusqu'à l'étage Irvingtonien de l'époque du Pléistocène. Elle y vivait d'il y a 2,3 Ma à 300 000 ans, soit une existence totale d'environ 2 millions d'années.
Elle était contemporaine du loup sinistre (il y a 125 000 à 9 440 ans), de Canis lepophagus (10,3 à 1,8 Ma), du loup d'Armbruster (1,8 Ma à 300 000 ans), du loup rouge (1-2 Ma au présent) et du loup gris (2,5 Ma au présent).

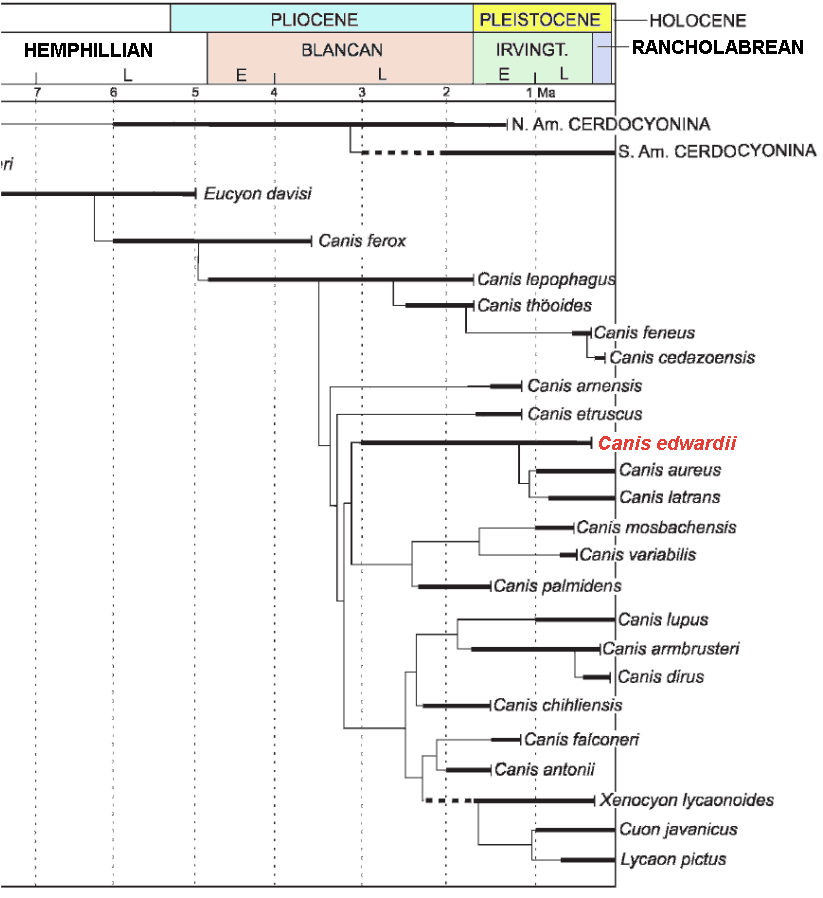
Chronologie de Canis edwardii en rouge.

## Taxonomie
Canis edwardii a été nommé par Gazin (en) en 1942.
Xiaoming Wang et Richard H. Tedford ont postulé que le genre Canis était le descendant d'Eucyon davisi, qui ressemblait au coyote et dont les restes sont apparus pour la première fois au Miocène (6 millions d'années AP) dans le sud-ouest des États-Unis et au Mexique. Au Pliocène (5 millions d'années AP), le plus grand Canis lepophagus est apparu dans la même région tandis que le coyote (Canis latrans) existait à partir du Pléistocène inférieur (1 million d'années AP). Ils proposèrent que la progression de l'Eucyon davisi à C. lepophagus jusqu'au coyote soit une évolution linéaire. De plus, C. edwardii, C. latrans et C. aureus forment ensemble un petit clade[Information douteuse] et parce que C. edwardii est apparu le plus tôt, s'étendant du milieu du Blancan (fin du Pliocène) jusqu'à la fin de l'Irvingtonien (Pléistocène supérieur), ce dernier est proposé comme ancêtre.

### Canis priscolatrans
Ce canidé vécut du Pliocène supérieur au Pléistocène inférieur en Amérique du Nord. Premier loup certain, il apparut entre le Blancan (en) supérieur et l'Irvingtonien inférieur,,. Nommé C. priscolatrans par Cope dans une publication parue en 1899, il était soit très proche,, soit un synonyme de Canis edwardii,,,. Son crâne ressemble à C. rufus en taille et en proportions, mais avec une dentition plus complexe. Cependant, il n' y a pas de fossile de C. rufus datant d'avant le Rancholabrean supérieur.
Le paléontologue Björn Kurtén n'était pas certain si C. priscolatrans dérivait de Canis lepophagus et Canis arnensis, mais croyait que C. priscolatrans était une population de grands coyotes qui étaient les ancêtres des C. latrans du Rancholabréen et actuels. Il a noté que le C. arnensis d'Europe présente des similitudes frappantes avec C. priscolatrans et qu'ils pourraient représenter ce qui était autrefois une population holarctique de coyotes. Ronald M. Nowak n'était pas d'accord et pensait que C. priscolatrans est un homologue du C. etruscus européen. Kurtén proposa plus tard que C. priscolatrans et C. etruscus fassent tous les deux partie d'un groupe qui mène à C. lupus, mais il ne savait pas s'ils avaient évolué séparément de C. lepophagus ou d'un possible ancêtre commun dérivé de C. lepophagus.
Les restes du plus grand C. edwardii, qui ressemble à un coyote, ont été trouvés dans les couches du Pliocène supérieur dans le Sud-Ouest des États-Unis aux côtés de C. lepophagus, ce qui indique une descendance. Tedford a reconnu C. edwardii et a découvert que la morphologie cranio-dentaire de C. priscolatrans se situait dans le champ de celui-ci, de sorte que le nom de l'espèce C. priscolatrans est devenu douteux (nomen dubium).

## Description
Canis edwardii était plus grand que C. latrans et diffère dans les proportions du crâne et de certaines dents. Legendre et Roth ont estimé le poids d'un spécimen à 35 kg et d'un autre à 31 kg.

#### Ouvrages
- (en) E. Anderson, Kathlyn Moore Stewart (dir.) et Kevin L. Seymour (dir.), Palaeoecology and palaeoenvironments of late Cenozoic mammals : Tributes to the career of C.S. (Rufus) Churcher [« Paléoécologie et paléo-environnements des mammifères du Cénozoïque supérieur : Hommages à la carrière de C. S. (Rufus) Churcher »], Toronto, University of Toronto Press, 1996, 213 p. (ISBN 0-8020-0728-7, OCLC 34928416, lire en ligne), « A preliminary report on the Carnivora of Porcupine Cave, Park County, Colorado »
- (en) Bj̈orn Kurtén, A History of Coyote-Like Dogs (Canidae, Mammalia) [« Une Histoire des chiens ressemblant aux coyotes (Canidae, Mammalia) »], Helsinki, Societas Pro Fauna et Flora Fennica (no 140), octobre 1974, 38 p. (LCCN 76358363, lire en ligne [PDF])
- (en) Björn Kurtén et Elaine Anderson, Pleistocene mammals of North America [« Mammifères du Pléistocène d'Amérique du Nord »], New York, Columbia University Press, 15 septembre 1980, 442 p. (ISBN 978-0-231-03733-4, OCLC 5830693, lire en ligne)
- (en) Ronald M. Nowak, North American Quaternary Canis [« Canis quaternaires d'Amérique du Nord »], Lawrence, Museum of Natural History, University of Kansas, 1979, 154 p. (ISBN 0-89338-007-5, OCLC 5826228, DOI 10.5962/bhl.title.4072, lire en ligne)
- (en) David L. Mech (dir.), Luigi Boitani (dir.) et Ronald M. Nowak, Wolves : behavior, ecology, and conservation [« Les Loups : comportement, écologie et conservation »], Chicago, University of Chicago Press, 2003, 472 p. (ISBN 0-226-51696-2, OCLC 51810720, lire en ligne), chap. 9 (« Wolf Evolution and Taxonomy »)
- Xiaoming Wang, Richard H. Tedford, Dogs: Their Fossil Relatives and Evolutionary History (œuvre écrite), CUP, New York, Juillet 2008.

#### Articles
- Charles Lewis Gazin, « The Late Cenozoic Vertebrate Faunas From the San Pedro Valley, Ariz » [« La faune vertébrée du Cénozoïque supérieur de la vallée de San Pedro, Arizona »], Proceedings of the United States National Museum, vol. 92, no 3155,‎ 1942, p. 475–518, 9 figs., 2 pls. (DOI 10.5479/si.00963801.92-3155.475, lire en ligne, consulté le 15 février 2018)
- (zh)(en) Richard H. Tedford et Zhanxiang Qiu, « A New Canid Genus From the Pliocene of Yushe, Shanxi Province » [« Un Nouveau genre de canidé du Pliocène de Yushe, province du Shanxi »], Vertebrata PalAsiatica, vol. 34, no 1,‎ janvier 1996, p. 27-40 (résumé, lire en ligne [PDF], consulté le 15 février 2018)
- (en) Richard H. Tedford, Xiaoming Wang et Beryl E. Taylor, « Phylogenetic Systematics of the North American Fossil Caninae (Carnivora: Canidae) » [« Système phylogénétique systématique des caninés fossiles nord-américains (Carnivora : Canidae) »], Bulletin of the American Museum of Natural History,‎ 3 septembre 2009, p. 1–218 (ISSN 0003-0090, DOI 10.1206/574.1, résumé, lire en ligne [PDF], consulté le 15 février 2018)